# Agrotis duskei
Agrotis duskei là một loài bướm đêm trong họ Noctuidae.